# Bogandé
Bogandé – miasto w Burkinie Faso, stolica departamentu Bogandé, w prowincji Gnagna. W 2010 liczyło 13 261 mieszkańców.